# Walckenaeria parvicornis
Walckenaeria parvicornis är en spindelart som beskrevs av Jörg Wunderlich 1995. Walckenaeria parvicornis ingår i släktet Walckenaeria och familjen täckvävarspindlar.
Artens utbredningsområde är Mongoliet. Inga underarter finns listade i Catalogue of Life.